# Bonamia menziesii
Bonamia menziesii, tiếng Anh thường gọi là Hawaiʻi Lady's Nightcap, là một loài thực vật có hoa thuộc họ bìm bìm, Convolvulaceae, là loài đặc hữu của Hawaii. Đây là một cây leo hoặc dây leo mọc xoắn với cành có thể dài tới 10 m (33 ft). Loài này mọc ở các triền dốc hoặc mặt đất bằng trong các khu rừng khô nhiệt đới, rừng ẩm thấp ven biển, rừng mưa nhiệt đới hoặc đôi khi rừng ẩm Hawaii ở độ cao 150–625 m (492–2.051 ft). Chúng cũng mọc rải rác trên khắp đảo chính của quần đảo Hawaii. Chúng hiện đang bị đe dọa vì mất môi trường sống.

## Hình ảnh

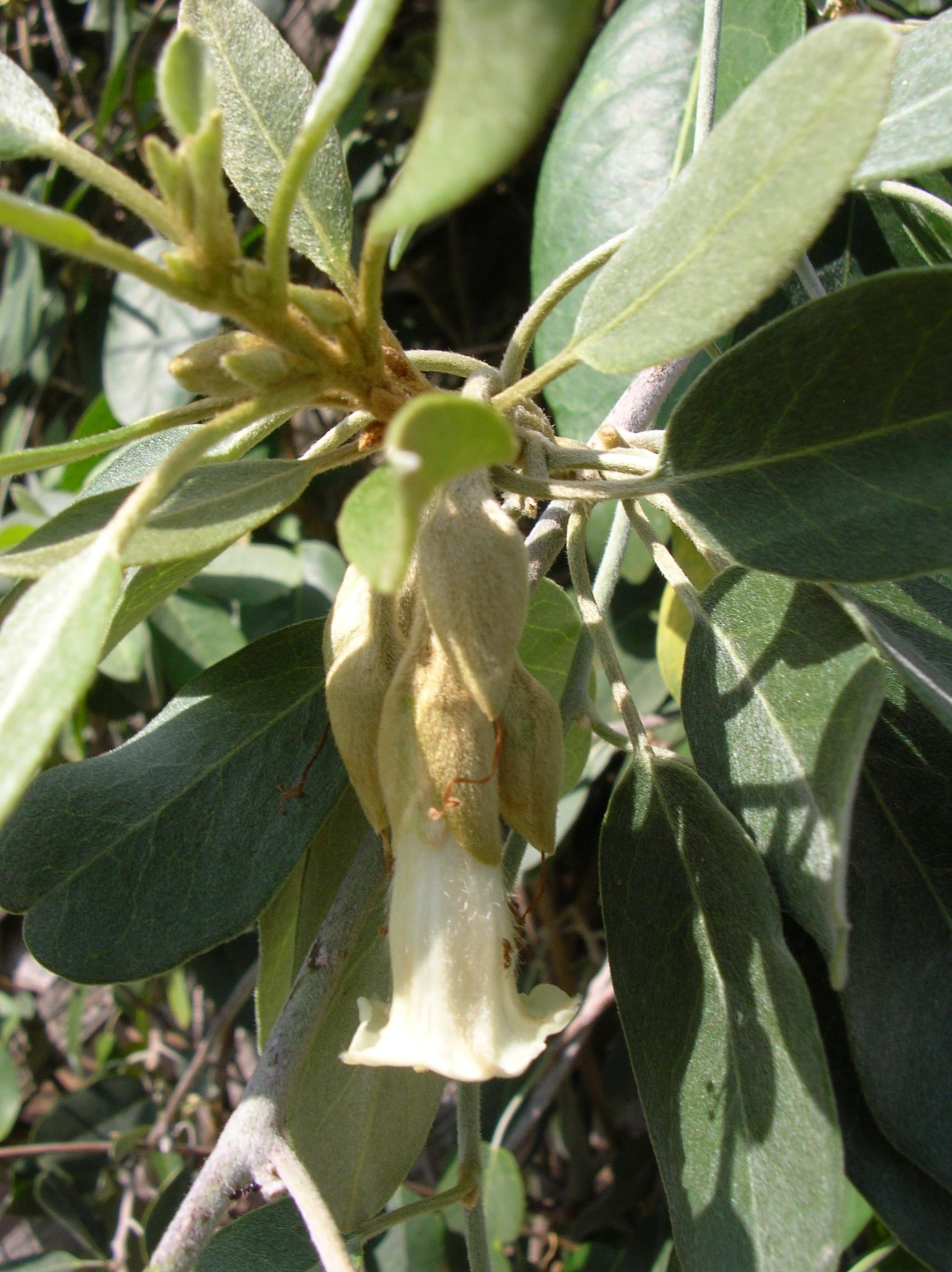
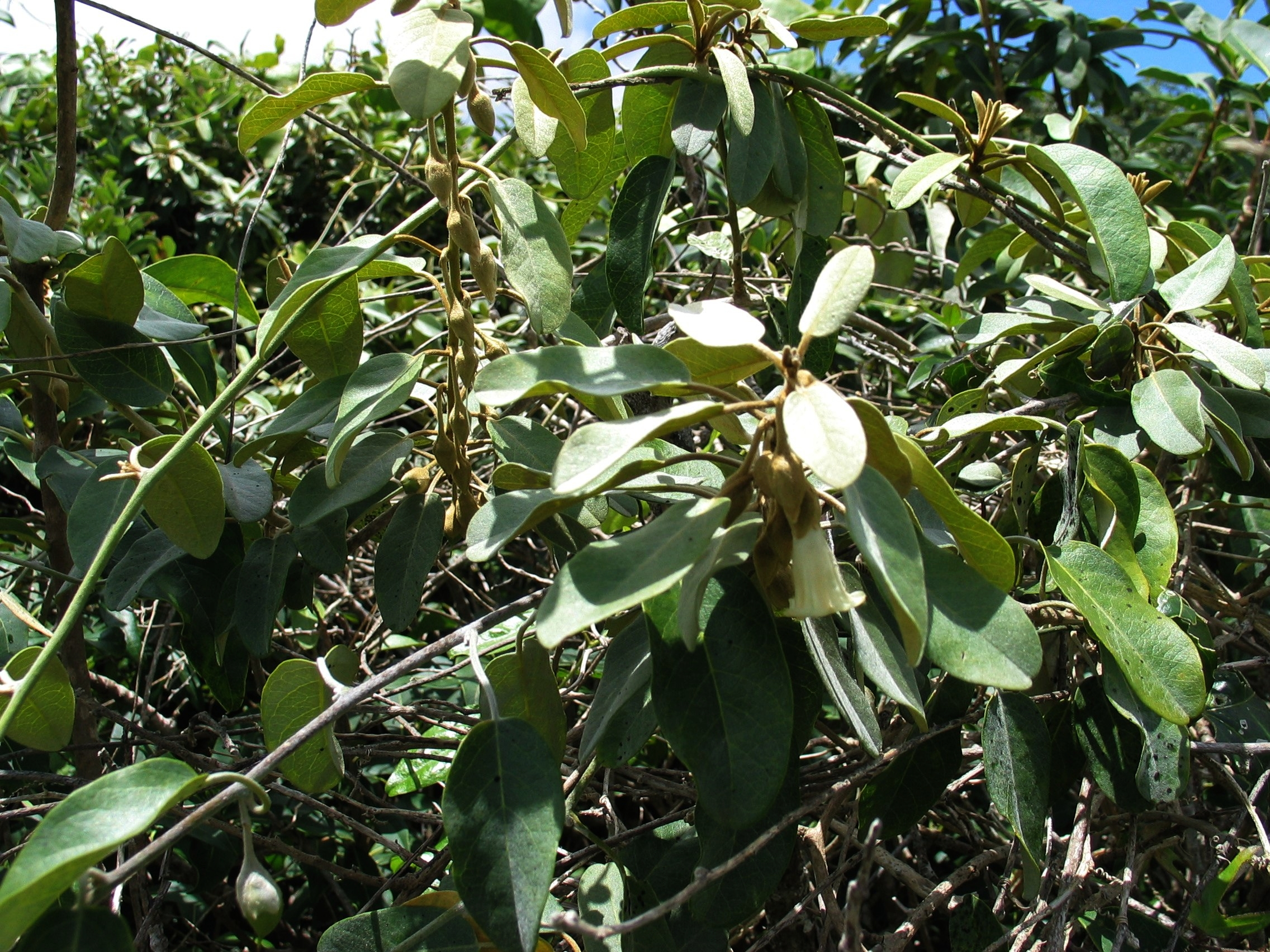
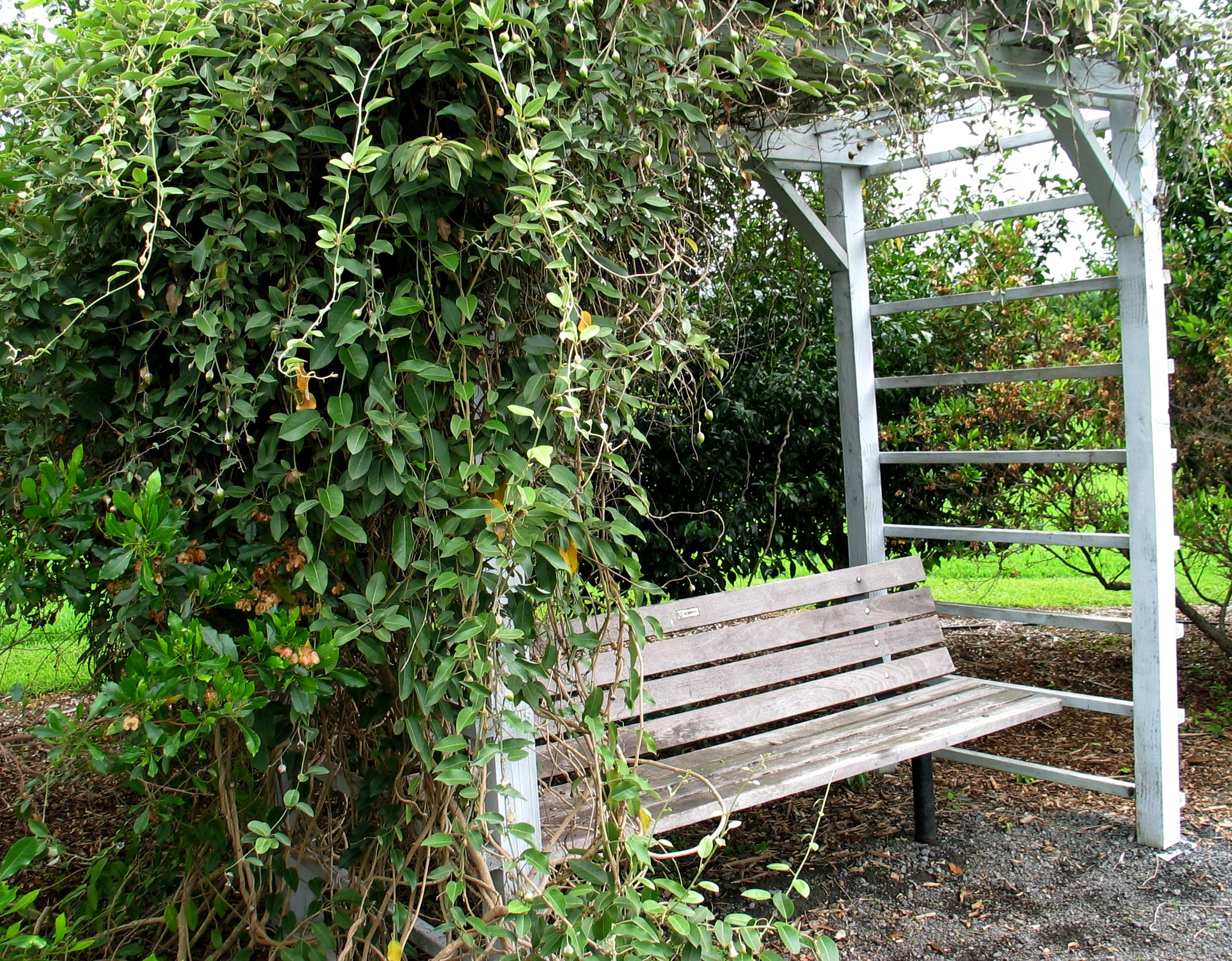
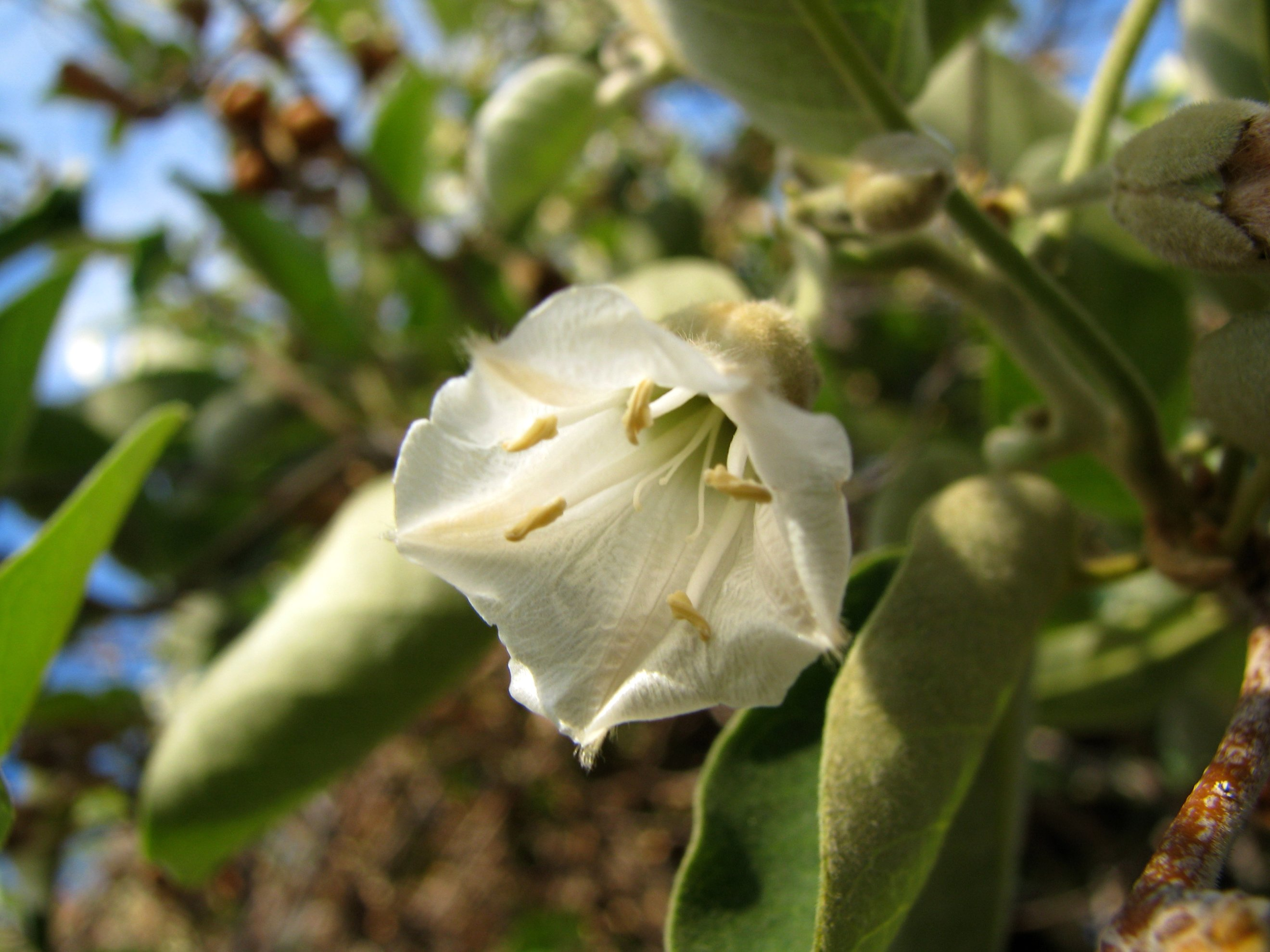